# Lomba da Vaca
A Lomba da Vaca é uma elevação portuguesa localizada no concelho de Lajes das Flores, ilha das Flores, arquipélago dos Açores.
Este acidente geológico tem o seu ponto mais elevado a 657 metros de altitude acima do nível do mar.
Nas encostas desta formação nasce a Ribeira do Meio e a Ribeira do Cabo que juntando as suas águas com as da Ribeira dos Algares dão origem à Ribeira da Cruz que desagua nos Oceano Atlântico entre a Fajã do Conde e a Ponta Fernão Jorge
Próximo desta elevação encontram-se curiosas, se não mesmo muito raras construções deixadas pela fábrica de lacticínios da Martins & Rebelo Lda. entidade esta que tinha uma grande área de exploração pecuária neste local. Actualmente estas instalações, compostas por vários edifícios então a ser utilizados para armazenamento de madeiras por uma empresa de exploração de madeiras.